# Svájci Légierő
A Svájci Légierő (németül: Schweizer Luftwaffe, franciául: Forces aériennes suisses, olaszul: Forze Aeree Svizzere) Svájc hadseregének légiereje, amit 1914. július 31-én hoztak létre az ország hadseregének részeként. Békeidőben központja Dübendorf-ban található.

## Repülőterek, légi támaszpontok
- Alpnach-i katonai repülőtér
- Bern-Belp-i repülőtér
- Buochs-i repülőtér
- Dübendorfi légitámaszpont
- Emmen-i kisrepülőtér
- Locarno-i repülőtér
- Lodrino-i repülőtér

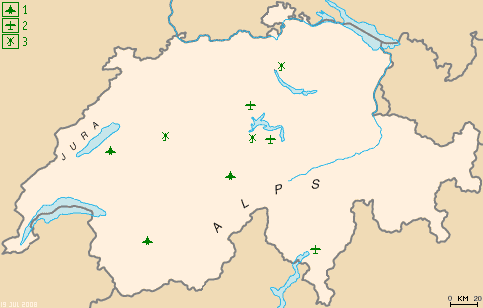
Svájci légierő bázisai

- Meiringeni repülőtér - alagúthangárokkal is rendelkezik
- Payerne-i katonai repülőtér
- Sion-i repülőtér

### Bezárt katonai repülőterek

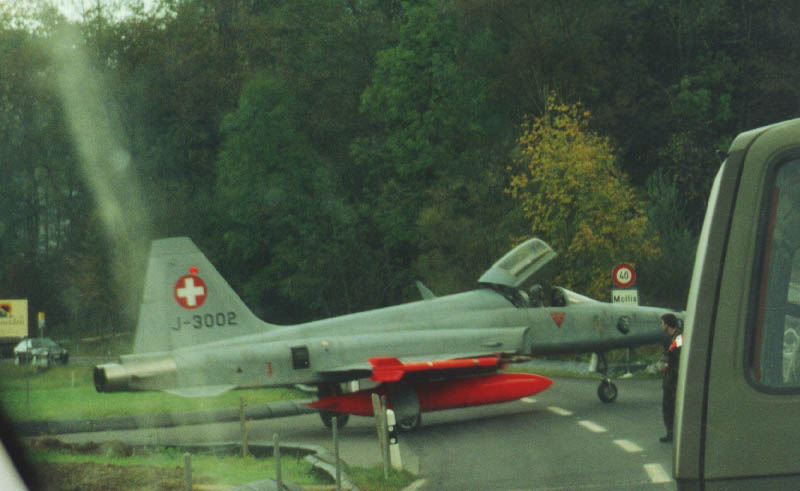
Közúton gurul át egy F–5E a Mollis-i repülőtérnél

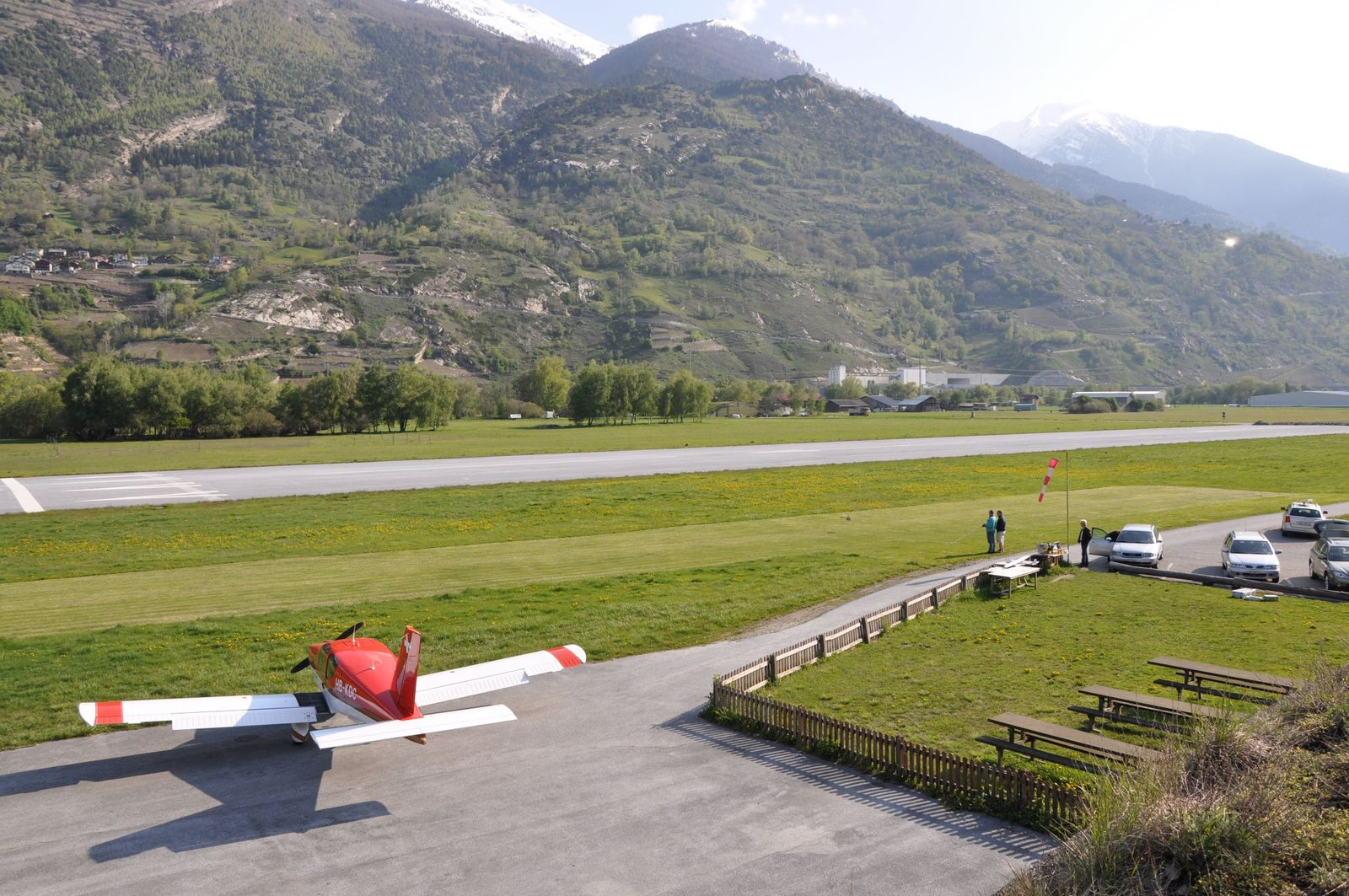
Raroni katonai repülőtér

- Ambrì-Piotta repülőtér (LSPM)
- Ems GR
- Frutigen
- Interlaken repülőtér (LSMI)
- Kägiswil repülőtér (LSPG)
- Littau
- Mollis
- Münster VS
- Raron (LSTA)
- Reichenbach im Kandertal
- Saanen (LSGK)
- San Vittore GR
- Sankt Stephan BE (LSTS)
- Turtmann (LSMJ)
- Ulrichen
- Zweisimmen (LSTZ)

## Telepített légtérfelügyeleti radarrendszerek
- FLORAKO - //
- TAFLIR - /
- Skyguard -
- Stinger Alert Radar -

## Fegyverzete

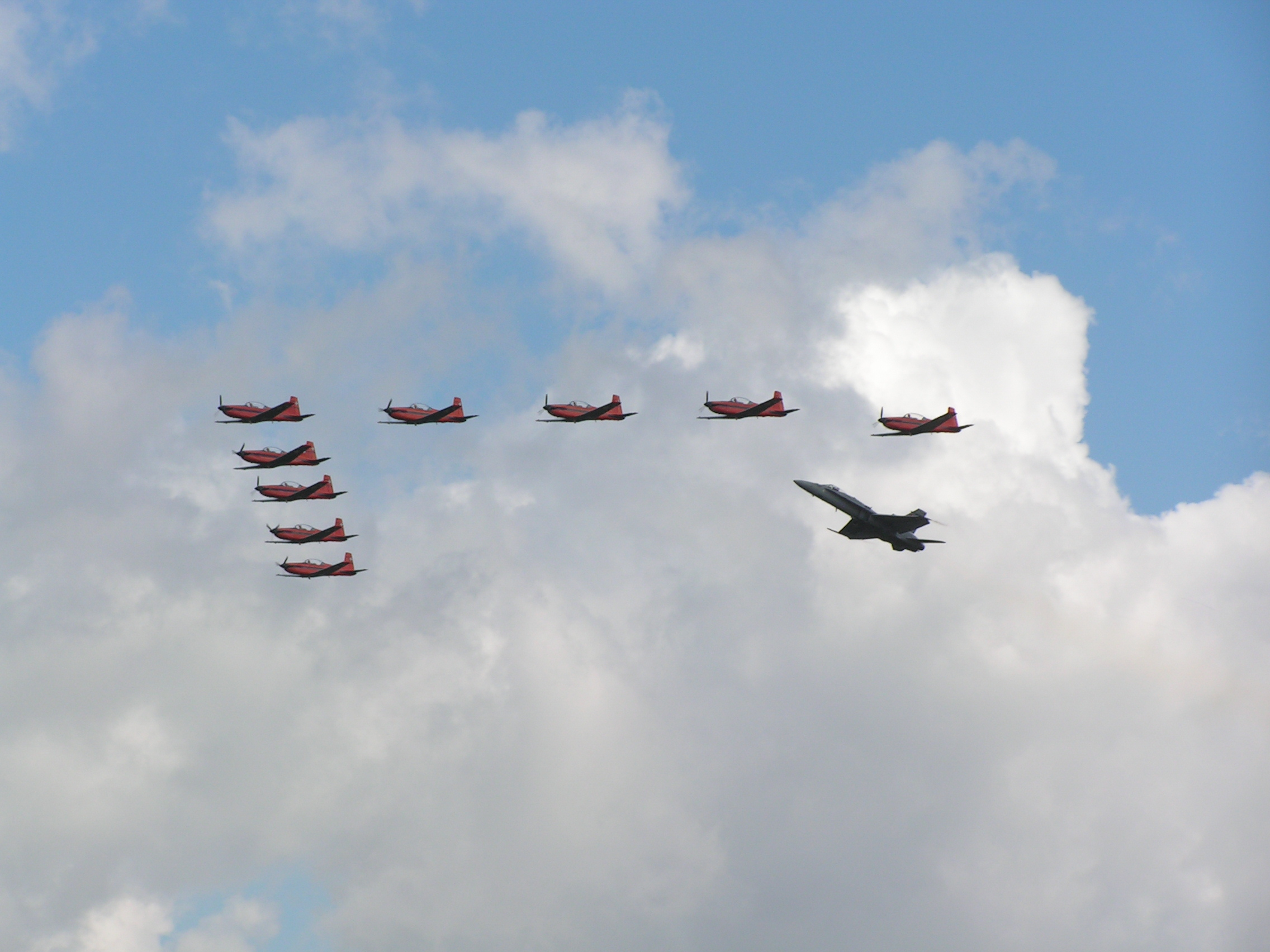
PC-7Team és F/A-18C

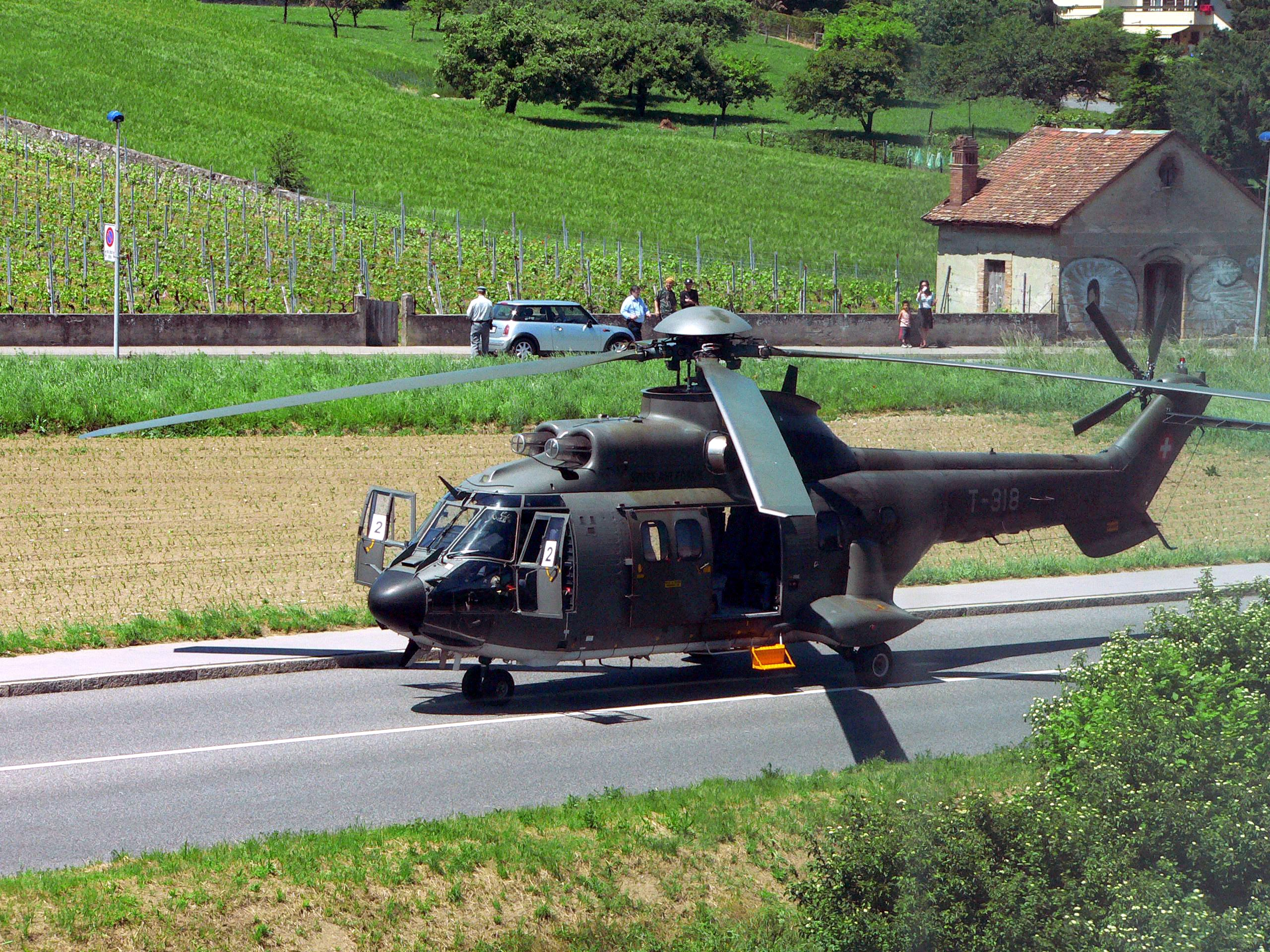
Superpuma a Svájci Légierőnél

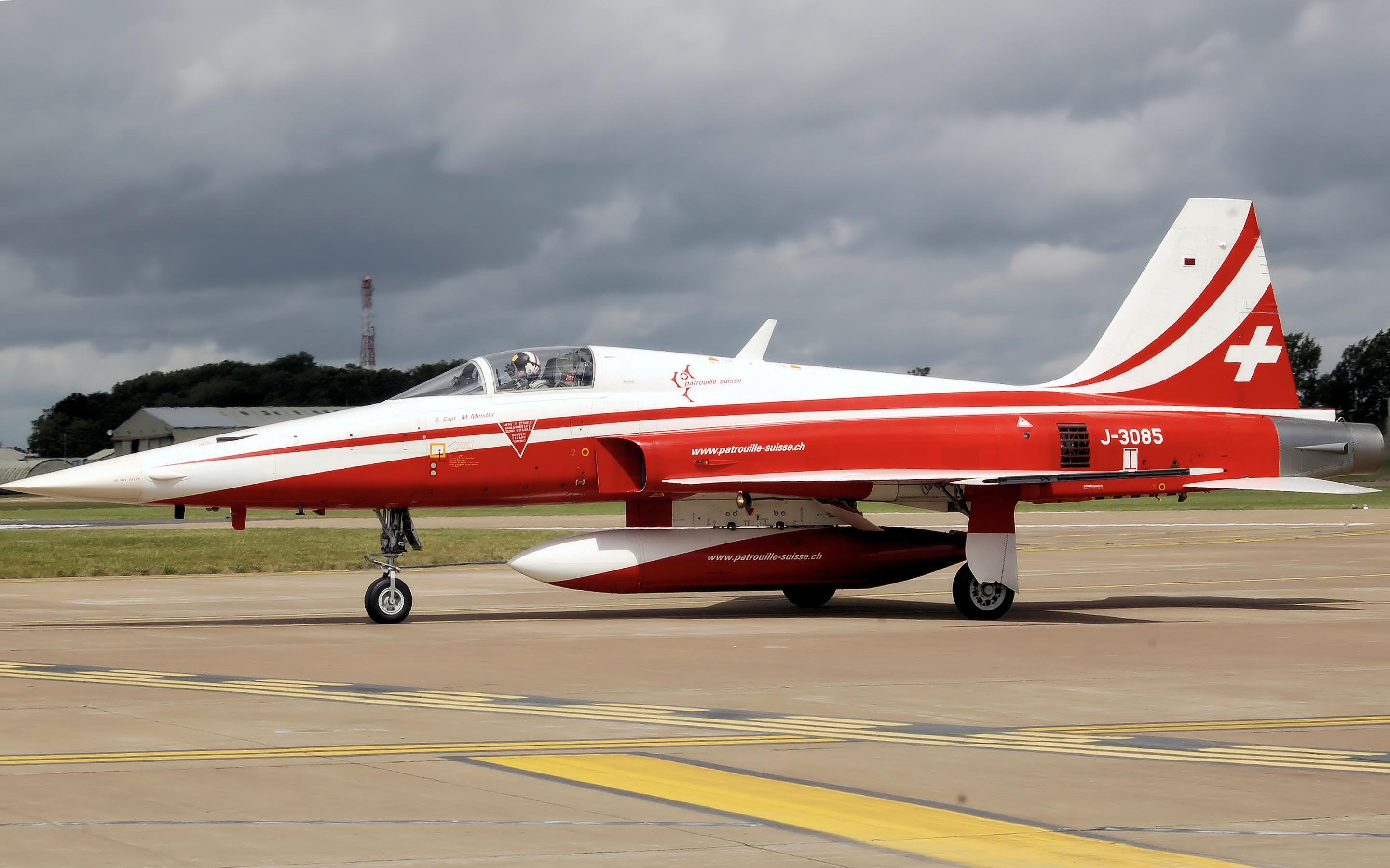
Svájci F-5E, Patrouille Suisse

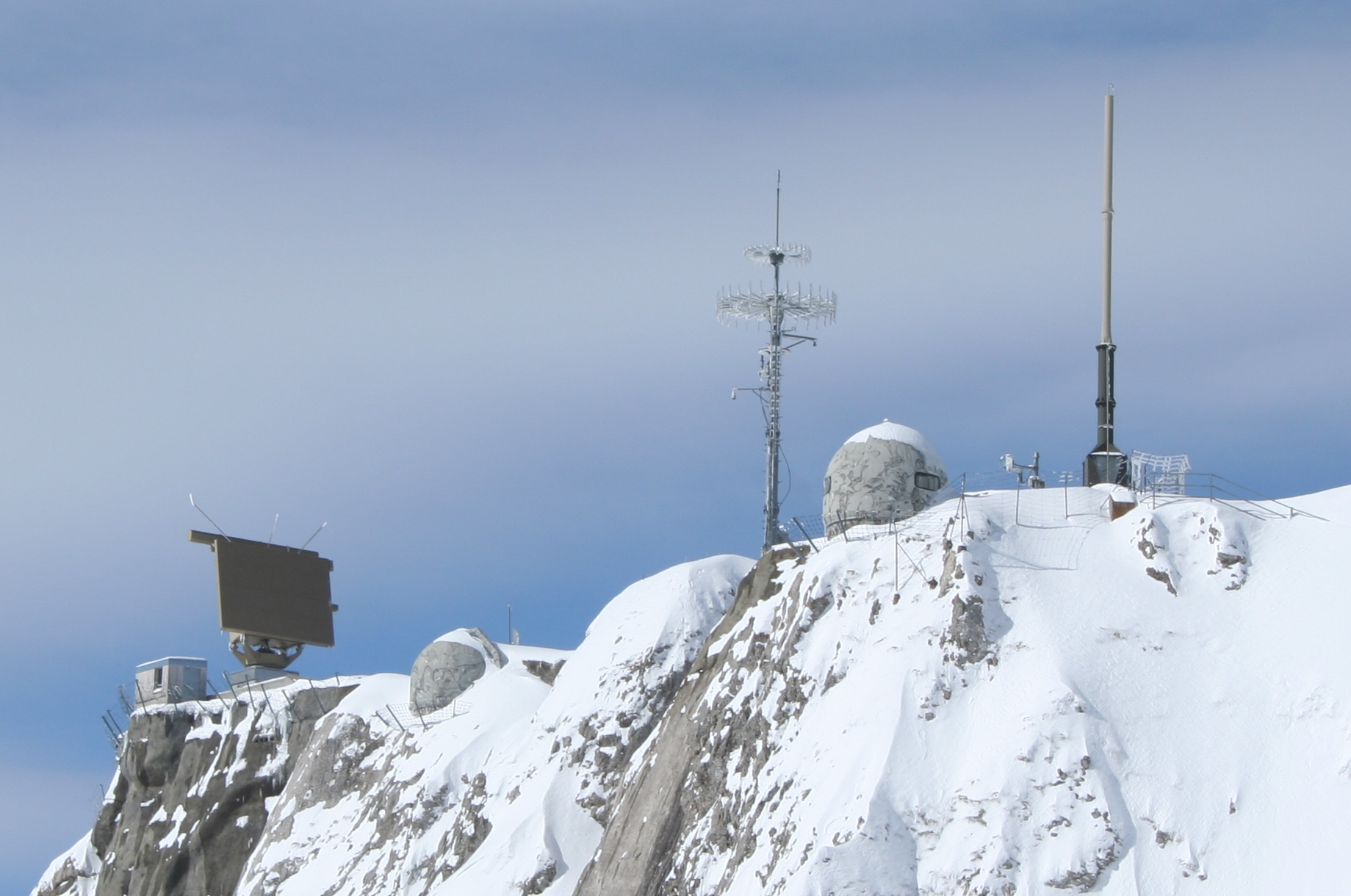
FLORAKO Parancsnoki egység a Pilatus hegyen

### Aktív eszközök

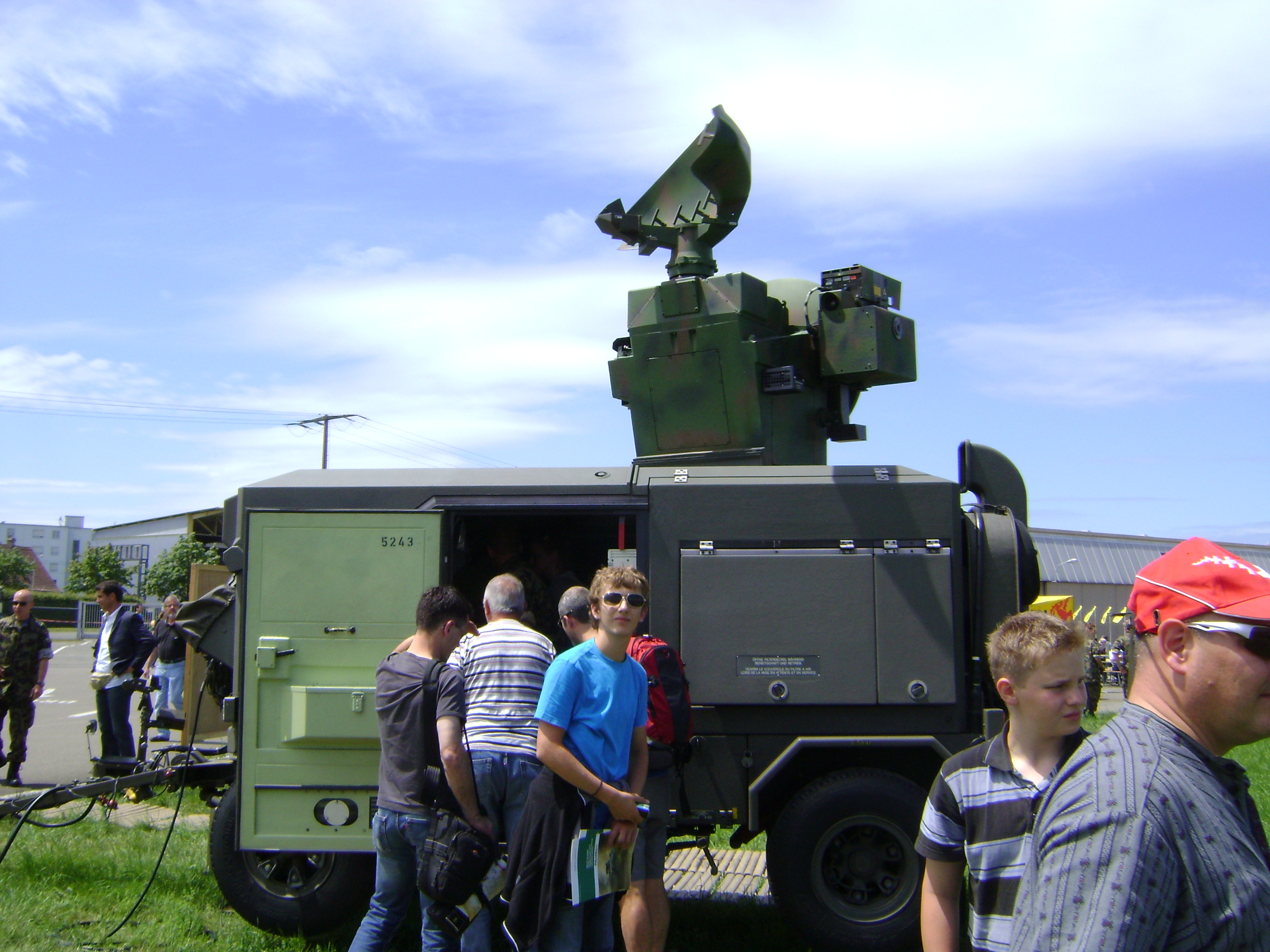
Oerlikon Skyguard

| Kép | Megnevezés                          | Származási hely           | Feladatkör                   | Változat                     | Mennyiség | Megjegyzés |
| --- | ----------------------------------- | ------------------------- | ---------------------------- | ---------------------------- | --------- | --- |
|     | McDonnell Douglas F/A–18 Hornet     | / amerikai licenc alapján | többfeladatú vadászrepülőgép | F/A–18C                      | 25 db     | J–5001 - J–5026 J–5022 lezuhant |
|     | McDonnell Douglas F/A–18 Hornet     | / amerikai licenc alapján | többfeladatú vadászrepülőgép | F/A–18D                      | 5 db      | J–5232 - J–5238 J–5231, J–5235, J-5237 lezuhantak |
|     | Northrop F–5 Tiger II               | / amerikai licenc alapján | vadászrepülőgép              | F–5E                         | 41 db     | elfogó vadász, légi bemutató, célvontató repülőgép |
|     | Northrop F–5 Tiger II               | / amerikai licenc alapján | vadászrepülőgép              | F–5F                         | 12 db     | J-3201 - J-3212 légi rendészet és elektronikai hadviselés                                                                                              |
|     | Pilatus PC–7 Turbo trainer          | Svájc                     | oktató repülőgép             | NCPC-7                       | 27 db     | Locarno légitámaszpont |
|     | Pilatus PC–9                        | Svájc                     | oktató repülőgép             | PC–9/F                       | 6 db      | C–405, C-407, C-408, C-409, C-411, C–412. C-404 lezuhant 12. Légi Kiképző Egység (Payerne légitámaszpont) céltárgy vontatás és elektronikai hadviselés |
|     | Pilatus PC–21                       | Svájc                     | oktató repülőgép             | PC-21                        | 8 db      | A–101 - A–108 Emmen légitámaszpont |
|     | Beechcraft 1900                     | Amerikai Egyesült Államok | VIP szállítógép              | 1900D                        | 1 db      | T-729 Bern-Belp repülőtér |
|     | DHC–6 Twin Otter                    | Kanada                    | légi fotogrammetria          | DHC-6                        | 1 db      | T-741 Dübendorf katonai repülőtér |
|     | CL604                               | CAN                       | VIP /Ambulanz                | CL60                         | 2 db      | (T-751,T-752) |
|     | Beechcraft Super King Air           | Amerikai Egyesült Államok | légi fotogrammetria          | 350C                         | 1 db      | T-721 Dübendorf katonai repülőtér |
|     | Pilatus PC–6 Turbo-Porter           | Svájc                     | könnyű teherszállítógép      | PC-6/B2-H2M-1                | 15 db     | Airliftsqn 7(Emmen légitámaszpont) + HB-FCF from armasuisse                                                                                            |
|     | Dassault Falcon 900EX               | Franciaország             | VIP szállítógép              | Falcon 900                   | 1 db      | T-785 Bern-Belp repülőtér |
|     | Pilatus PC–12                       | Svájc                     | teherszállítógép             | PC-12                        | 1 db      | HB-FOG Armasuisse |
|     | Cessna Citation Excel               | Amerikai Egyesült Államok | VIP szállítógép              | Ce-560XL                     | 1 db      | T-784 Bern-Belp repülőtér |
|     | Pilatus PC–24                       | Svájc                     | VIP szállítógép              | PC-24                        | 1 db      | |
|     | Diamond DA42                        | /                         | kísérleti repülőgép          | Diamond DA42 Aurora Centauer | 1 db      | R-711 Armasuisse Emmen légitámaszpont |
|     | ADS–95 Ranger                       | Svájc                     | UAV                          | ADS-95                       | 24 db     | D-108 - D-134 D-119 & D-132 lezuhant 7. Drón század (Emmen légitámaszpont)                                                                             |
|     | Elbit Hermes 900\|ADS–15 Hermes 900 | Izrael                    | UAV                          | ADS-15                       | 0 db      | 6 db érkezik 2019-re |
|     | KZD 85                              | Svájc                     | UAV                          | KZD-85                       | 60 db     | Z-30 - Z-90 Napjainkban 30 db használatban a légvédelmi csapatok kiképzésére (flab)                                                                    |
|     | F/A–18C                             | Svájc                     | makett                       | -                            | 2 db      | X-5098, X-5099 fából készült makett tűzoltási gyakorlatok céljára                                                                                      |

| Kép          | Megnevezés                  | Származási hely | Feladatkör          | Változat  | Mennyiség    | Megjegyzés                                                                  |
| ------------ | --------------------------- | --------------- | ------------------- | --------- | ------------ | --------------------------------------------------------------------------- |
|              | Eurocopter AS332 Super Puma | Franciaország   | szállító helikopter | [AS332M1  | 15 db        | T-311 - T-325 Payerne légitámaszpont, Dübendorf katonai repülőtér           |
|              | Eurocopter AS532 Cougar     | Franciaország   | szállító helikopter | AS532UL   | 10 db        | T-331 - T342 T-341 2011-ben, T-338 2016-ban lezuhant Alpnach légitámaszpont |
|              | Eurocopter EC635            | /               | Többcélú helikopter | EC635 P2+ | 18 db        | T-353 - T-370 Alpnach légitámaszpont                                        |
| VIP szállító | Eurocopter EC635            | /               | EC635 P2+ VIP       | 2 db      | T-351, T-352 |                                                                             |

| Kép | Megnevezés                 | Származási hely           | Feladatkör                          | Mennyiség | Megjegyzés                     |
| --- | -------------------------- | ------------------------- | ----------------------------------- | --------- | ------------------------------ |
|     | Oerlikon 35 mm twin cannon | Svájc                     | légvédelmi löveg                    | 45 db     | "Flab Kanone 63/90"            |
|     | FIM–92 Stinger             | Amerikai Egyesült Államok | MANPAD infravörös irányított rakéta | 288 db    |                                |
|     | Rapier missile             | Egyesült Királyság        | föld-levegő irányított rakéta       | 54 db     | "Mobile Lenkwaffen Flugabwehr" |

### Hadrendből kivont repülőgépek
| Kép              | Megnevezés                  | Származási hely           | Feladatkör                                  | Változat             | Mennyiség | Szolgálatba állás | WFU                                                                                  | Megjegyzés                                                                                                   |
| ---------------- | --------------------------- | ------------------------- | ------------------------------------------- | -------------------- | --------- | ----------------- | ------------------------------------------------------------------------------------ | --- |
|                  | Aérospatiale Alouette II    | Franciaország             | megfigyelő, mentő és futárgép               | II                   | 30 db     | 1958              | 1992                                                                                 | 10 db-ot vásároltak 1958-ban, majd 20 db-ot 1964-ben.                                                        |
|                  | Aérospatiale Alouette III   | Franciaország             | teherszállító és kiképző helikopter         | III                  | 84 db     | 1964              | 2010                                                                                 | 14 lost in accidents. Replaced by EC635.                                                                     |
|                  | BAE Hawk                    | Egyesült Királyság        | oktató repülőgép                            | T.66                 | 19 db     | 1987              | 2002                                                                                 | One lost in 1990. 18 sold to the Finnish Defence Forces in 2008.                                             |
|                  | Beechcraft Expeditor        | Amerikai Egyesült Államok | teherszállítógép                            | C18S, C-45F          | 3 db      | 1948              | 1969                                                                                 | |
|                  | Beechcraft Twin Bonanza     | Amerikai Egyesült Államok | teherszállítógép                            | E50                  | 3 db      | 1957              | 1989                                                                                 | |
|                  | BFW M.18                    | Németország               | teherszállítógép                            | 18C & 18D            | 4 db      | 1929              | 1954                                                                                 | 1 18C, 3 18D.                                                                                                |
|                  | Bücker Jungmann             | Németország               | oktató repülőgép                            | Bü 131               | 94 db     | 1936              | 1971                                                                                 | Two seat biplane. 10 impressed from aero clubs.                                                              |
|                  | Bücker Jungmeister          | Németország               | oktató repülőgép                            | Bü 133               | 52 db     | 1937              | 1968                                                                                 | Acrobatics/air combat training single seat biplane.                                                          |
|                  | Comte AC-1                  | Svájc                     | vadászrepülőgép                             | AC-1                 | 1 db      | 1928              | 1939                                                                                 | |
|                  | Comte AC–4                  | Svájc                     | futárgép                                    | AC-4                 | 1 db      | 1931              | 1938                                                                                 | |
|                  | Comte AC–11–V               | Svájc                     | futárgép                                    | AC-11-V              | 1 db      | 1943              | 1945                                                                                 | |
|                  | Dassault Falcon             | Franciaország             | VIP szállítógép                             | 50                   | 1 db      | 1996              | 2013                                                                                 | Replaced by Dassault Falcon 900EX.                                                                           |
|                  | Dassault Mirage III         | Franciaország             | kísérleti repülőgép                         | IIIC                 | 1 db      | 1962              | 1999                                                                                 | |
| felderítőgép     | Dassault Mirage III         | Franciaország             | IIIRS                                       | 18 db                | 1964      | 2003              |                                                                                      | |
| vadászrepülőgép  | Dassault Mirage III         | Franciaország             | IIIS                                        | 36 db                | 1964      | 1999              | Swiss IIIC, Upgraded by SF Emmen in 1988. Financial scandal reduced orders from 100. | |
| oktató repülőgép | Dassault Mirage III         | Franciaország             | IIIBS                                       | 4 db                 | 1964      | 2003              | 2 lost in accidents.                                                                 | |
| oktató repülőgép | Dassault Mirage III         | Franciaország             | IIIDS                                       | 2 db                 | 1983      | 2003              | Replaced crashed Mirage IIIBS.                                                       | |
|                  | de Havilland Mosquito       | Egyesült Királyság        | bombázó                                     | PR.4 & FB.6          | 2 db      | 1944              | 1954                                                                                 | 1 used by Swissair for pilot training. 2 was engine testbed for EFW N-20.                                    |
|                  | de Havilland Vampire        | Egyesült Királyság        | vadászrepülőgép                             | F.1                  | 4 db      | 1946              | 1990                                                                                 | First Swiss Air Force jet aircraft. For testing.                                                             |
| vadászbombázó    | de Havilland Vampire        | Egyesült Királyság        | F.6                                         | 178 db               | 1949      | 1990              | Includes 3 from spare parts.                                                         | |
| éjszakaivadász   | de Havilland Vampire        | Egyesült Királyság        | NF.10                                       | 1 db                 | 1958      | 1961              | Testing only.                                                                        | |
| oktató repülőgép | de Havilland Vampire        | Egyesült Királyság        | T.55                                        | 39 db                | 1953      | 1990              | Two seat trainer, 30 built in Switzerland.                                           | |
|                  | de Havilland Venom          | Egyesült Királyság        | vadászbombázó                               | FB.50                | 126 db    | 1954              | 1984                                                                                 | Improved Vampire with new wings. Swiss FB.50 = RAF FB.1, FB.54 = FB.5.                                       |
| felderítőgép     | de Havilland Venom          | Egyesült Királyság        | FB.50R                                      | 24 db                | 1956      | 1975              |                                                                                      | Improved Vampire with new wings. Swiss FB.50 = RAF FB.1, FB.54 = FB.5.                                       |
| vadászbombázó    | de Havilland Venom          | Egyesült Királyság        | FB.54                                       | 100 db               | 1956      | 1983              |                                                                                      | Improved Vampire with new wings. Swiss FB.50 = RAF FB.1, FB.54 = FB.5.                                       |
| felderítőgép     | de Havilland Venom          | Egyesült Királyság        | FB.54R                                      | 8 db                 | 1980      | 1987              |                                                                                      | Improved Vampire with new wings. Swiss FB.50 = RAF FB.1, FB.54 = FB.5.                                       |
|                  | Dewoitine D.26              | Franciaország             | oktató repülőgép                            | D.26                 | 11 db     | 1931              | 1948                                                                                 | |
|                  | Dewoitine D.27              | Franciaország             | vadászrepülőgép                             | D.27                 | 66 db     | 1928              | 1944                                                                                 | |
|                  | Dornier Do 27               | Németország               | permetezőgép                                | Do 27H2              | 7 db      | 1958              | 2005                                                                                 | |
|                  | N-20.2 Arbalète             | Svájc                     | kísérleti repülőgép                         | N-20.2               | 1 db      | 1949              | 1952                                                                                 | First Swiss designed jet fighter, only 1 test aircraft built.                                                |
|                  | N-20.10 Aiguillon           | Svájc                     | vadászrepülőgép                             | N-20.10              | 1 db      | 1949              | 1952                                                                                 | First Swiss designed jet fighter, not in serie produced.                                                     |
|                  | EKW C-35                    | Svájc                     | felderítőgép                                | C-35 & 35-1          | 90 db     | 1937              | 1954                                                                                 | 8 built from spares.                                                                                         |
|                  | EKW C-36                    | Svájc                     | felderítőgép                                | C-3603               | 160 db    | 1942              | 1987                                                                                 | 20 converted to target tugs, 40 re-engined with turboprop.                                                   |
|                  | Eurocopter Dauphin 2        | Franciaország             | VIP szállítógép                             | SA.365N              | 1 db      | 2005              | 2009                                                                                 | Used by the state government                                                                                 |
|                  | Fairey Fox                  | Egyesült Királyság        | felderítőgép                                | VI.R                 | 2 db      | 1937              | 1945                                                                                 | |
|                  | FFA P–16                    | Svájc                     | többfeladatú vadászrepülőgép                | P-16.04 & P-16 Mk.II | 5 db      | 1955              | 1960                                                                                 | Prototypes. Order for 100 cancelled after 2 crash. 2 returned to FFA.                                        |
|                  | Fieseler Fi 156             | Németország               | szállító, légi megfigyelőgép és mentőrepülő | C-3 Trop             | 5 db      | 1940              | 1963                                                                                 | Number includes 1 impressed.                                                                                 |
|                  | Focke-Wulf Fw 44            | Németország               | oktató repülőgép                            | Fw 44F               | 1 db      | 1945              | 1953                                                                                 | |
|                  | Fokker C.V                  | Hollandia                 | felderítőgép                                | D & E                | 64 db     | 1927              | 1954                                                                                 | |
|                  | Häfeli DH-1                 | Svájc                     | felderítőgép                                | DH-1                 | 6 db      | 1916              | 1919                                                                                 | |
|                  | Häfeli DH-3                 | Svájc                     | felderítőgép                                | DH-3                 | 109 db    | 1917              | 1939                                                                                 | |
|                  | Häfeli DH-5                 | Svájc                     | felderítőgép                                | DH-5                 | 80 db     | 1922              | 1940                                                                                 | |
|                  | Hanriot HD-1                | Franciaország             | vadászrepülőgép                             | HD-1                 | 16 db     | 1921              | 1930                                                                                 | |
|                  | Hawker Hunter               | Egyesült Királyság        | vadászbombázó                               | F.58                 | 100 db    | 1958              | 1994                                                                                 | Swiss F.58=RAF F.6, FB.58A=FGA.9, T.68=T.66. Final assembly at Emmen. 3 batches, some converted ex-RAF F.6s. |
| vadászbombázó    | Hawker Hunter               | Egyesült Királyság        | F.58A                                       | 52 db                | 1971      | 1994              |                                                                                      | Swiss F.58=RAF F.6, FB.58A=FGA.9, T.68=T.66. Final assembly at Emmen. 3 batches, some converted ex-RAF F.6s. |
| oktató repülőgép | Hawker Hunter               | Egyesült Királyság        | T.68                                        | 8 db                 | 1974      | 1994              |                                                                                      | Swiss F.58=RAF F.6, FB.58A=FGA.9, T.68=T.66. Final assembly at Emmen. 3 batches, some converted ex-RAF F.6s. |
|                  | Hiller UH-12                | Amerikai Egyesült Államok | harctéri megfigyelőgép                      | B                    | 3 db      | 1952              | 1962                                                                                 | |
|                  | Junkers Ju 52               | Németország               | teherszállítógép                            | Versions             | 3 db      | 1939              | 1981                                                                                 | Since 1983 museum aircraft at Dübendorf.                                                                     |
|                  | Learjet 35                  | Amerikai Egyesült Államok | VIP szállítógép                             | A                    | 2 db      | 1987              | 2006                                                                                 | |
|                  | Messerschmitt Bf 108        | Németország               | futárgép                                    | B                    | 18 db     | 1938              | 1959                                                                                 | |
|                  | Messerschmitt Bf 109        | Németország               | vadászrepülőgép                             | D-1                  | 10 db     | 1939              | 1949                                                                                 | |
| vadászrepülőgép  | Messerschmitt Bf 109        | Németország               | E-1 & E-3                                   | 89 db                | 1939      | 1948              |                                                                                      | |
| vadászrepülőgép  | Messerschmitt Bf 109        | Németország               | F-4/Z                                       | 2 db                 | 1942      | 1947              |                                                                                      | |
| vadászrepülőgép  | Messerschmitt Bf 109        | Németország               | G-6 & G-14                                  | 16 db                | 1944      | 1947              |                                                                                      | |
|                  | Morane-Saulnier G           | Franciaország             | oktató repülőgép                            | G or H               | 1 db      | 1914              | 1919                                                                                 | |
|                  | Morane-Saulnier MS.229      | Franciaország             | oktató repülőgép                            | Et2                  | 2 db      | 1931              | 1941                                                                                 | |
|                  | Morane-Saulnier MS.406      | Franciaország             | vadászrepülőgép                             | MS.406               | 2 db      | 1939              | 1954                                                                                 | Trainer after replaced as fighter in 1948. 17 3801s built from spares after production ended.                |
| vadászrepülőgép  | Morane-Saulnier MS.406      | Franciaország             | 3800                                        | 82 db                | 1940      | 1954              |                                                                                      | Trainer after replaced as fighter in 1948. 17 3801s built from spares after production ended.                |
| vadászrepülőgép  | Morane-Saulnier MS.406      | Franciaország             | 3801                                        | 224 db               | 1941      | 1959              |                                                                                      | Trainer after replaced as fighter in 1948. 17 3801s built from spares after production ended.                |
| vadászrepülőgép  | Morane-Saulnier MS.406      | Franciaország             | 3802                                        | 13 db                | 1946      | 1956              |                                                                                      | Trainer after replaced as fighter in 1948. 17 3801s built from spares after production ended.                |
| vadászrepülőgép  | Morane-Saulnier MS.406      | Franciaország             | 3803                                        | 1 db                 | 1947      | 1956              |                                                                                      | Trainer after replaced as fighter in 1948. 17 3801s built from spares after production ended.                |
|                  | Nardi FN.315                | Olaszország               | oktató repülőgép                            | FN.315               | 2 db      | 1944              | 1948                                                                                 | |
|                  | Nieuport 23                 | Franciaország             | oktató repülőgép                            | 23 C.1               | 5 db      | 1917              | 1921                                                                                 | |
|                  | Nieuport 28                 | Franciaország             | vadászgép                                   | 28 C.1               | 15 db     | 1918              | 1930                                                                                 | |
|                  | Nord Norécrin               | Franciaország             | futárgép                                    | 1201                 | 1 db      | 1948              | 1952                                                                                 | |
|                  | Nord Norvigie               | Franciaország             | futárgép                                    | NC.850               | 1 db      | 1949              | 1950                                                                                 | Tested and returned to Nord                                                                                  |
|                  | North American P-51 Mustang | Amerikai Egyesült Államok | felderítőgép                                | P-51B-10             | 1 db      | 1944              | 1945                                                                                 | Some bought surplus for $4000 US ea.                                                                         |
| vadászrepülőgép  | North American P-51 Mustang | Amerikai Egyesült Államok | P–51D                                       | 113 db               | 1948      | 1957              |                                                                                      | Some bought surplus for $4000 US ea.                                                                         |
| vadászrepülőgép  | North American P-51 Mustang | Amerikai Egyesült Államok | TP–51D                                      | 2 db                 | 1948      | 1957              |                                                                                      | Some bought surplus for $4000 US ea.                                                                         |
| vadászrepülőgép  | North American P-51 Mustang | Amerikai Egyesült Államok | F–6                                         | 15 db                | 1948      | 1957              |                                                                                      | Some bought surplus for $4000 US ea.                                                                         |
|                  | North American Harvard      | Kanada                    | oktató gép                                  | Mk.IIB               | 40 db     | 1948              | 1968                                                                                 | Surplus ex-RCAF (Canadian built).                                                                            |
|                  | Pilatus P–2                 | Svájc                     | oktató repülőgép                            | P-2 05 & 06          | 55 db     | 1945              | 1981                                                                                 | |
|                  | Pilatus P–3                 | Svájc                     | oktató repülőgép                            | P-3                  | 73 db     | 1956              | 1995                                                                                 | Number includes prototype.                                                                                   |
|                  | Piper Super Cub             | Amerikai Egyesült Államok | megfigyelőgép                               | PA-18-150            | 6 db      | 1948              | 1975                                                                                 | |
|                  | Potez 25                    | Franciaország             | felderítőgép                                | L-25 A.2             | 17 db     | 1927              | 1940                                                                                 | |
|                  | Potez 63                    | Franciaország             | bombázó                                     | 630 & 633            | 2 db      | 1938              | 1944                                                                                 | |
|                  | Rockwell Grand Commander    | Amerikai Egyesült Államok | térképészeti repülőgép                      | 680FL                | 1 db      | 1976              | 1993                                                                                 | Civil registered for Federal Office of Topography.                                                           |
|                  | Siebel Si 204               | Németország               | teherszállítógép                            | D-1                  | 1 db      | 1945              | 1955                                                                                 | Interned. |
|                  | Stinson Sentinel            | Amerikai Egyesült Államok | futárgép                                    | L-5                  | 1 db      | 1944              | 1945                                                                                 | |
|                  | Sud-Ouest Djinn             | Franciaország             | oktató gép                                  | S.O.1221             | 4 db      | 1958              | 1964                                                                                 | Returned to manufacturer following rotor problems.                                                           |
|                  | Weber-Landolf-Münch WLM-1   | Svájc                     | vitorlázógép                                | WLM-1                | 2 db      | 1951              | unk                                                                                  | |

### Kivont, telepített légvédelmi rendszerek

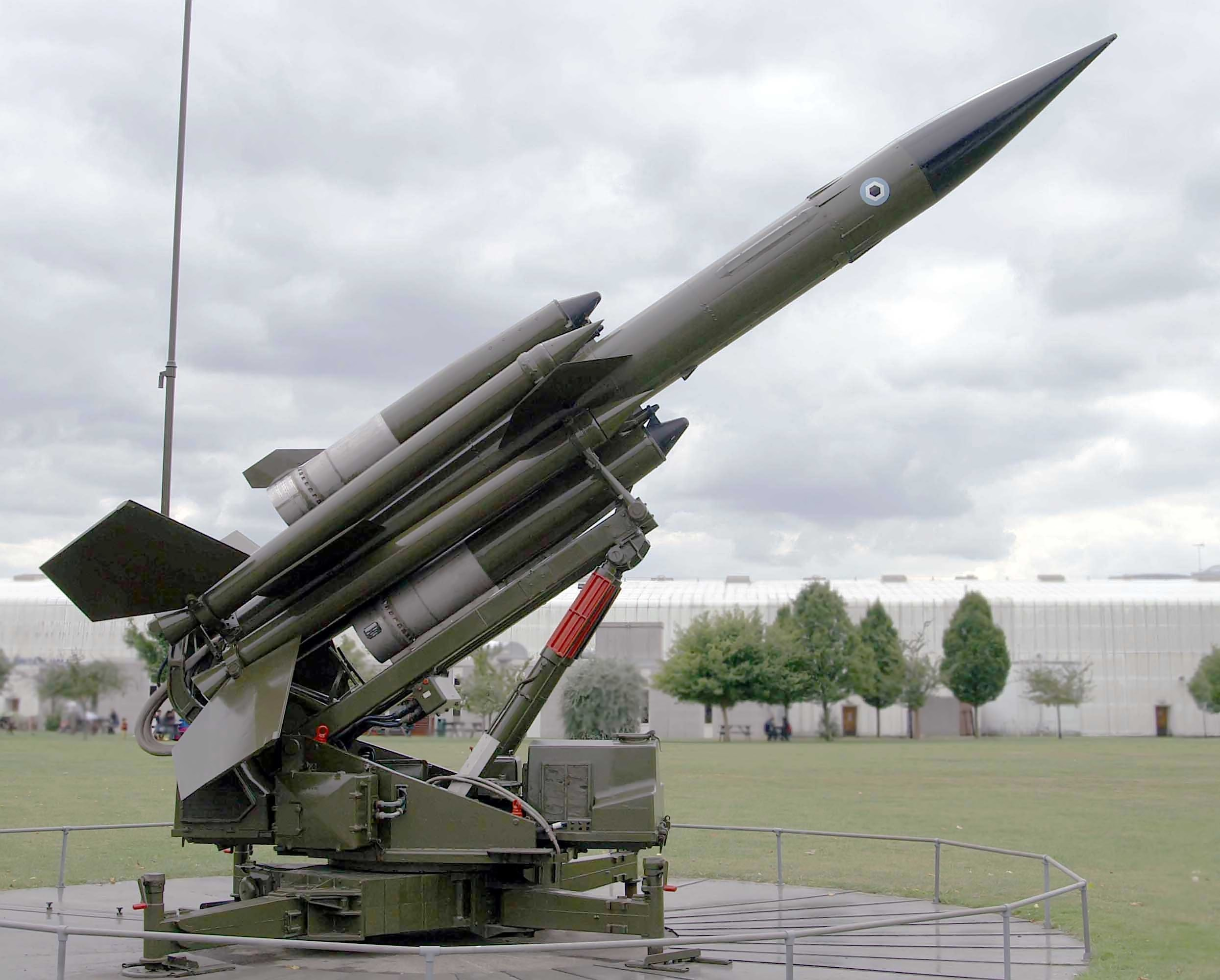
Bloodhound légvédelmi rakétarendszer

| Kép | Megnevezés            | Származási hely    | Szolgálatba állás | Kivonva | Megjegyzés                |
| --- | --------------------- | ------------------ | ----------------- | ------- | ------------------------- |
|     | Oerlikon 20 mm cannon | Svájc              | 1937              | 1992    | (L Flab Kan 37).          |
|     | Oerlikon 20 mm cannon | Svájc              | 1954              | 1995    | (L Flab Kan 54 Oe).       |
|     | Bristol Bloodhound    | Egyesült Királyság | 1964              | 1999    | Flab Lwf BL 64 Bloodhound |

### Svájci fejlesztésű, de hadrendbe nem állított, telepített légvédelmi rendszerek
Néhány légvédelmi rendszert, melyet svájci vállalatok fejlesztettek ki, a svájci légierő a csapatpróbák után nem rendelt meg.
| Kép | Megnevezés                             | Származási hely | Szolgálatba állás | Kivonva | Megjegyzés                                                               |
| --- | -------------------------------------- | --------------- | ----------------- | ------- | ------------------------------------------------------------------------ |
|     | 35 mm-es önjáró légelhárító löveg B22L | Svájc           | 1958              | 1964    |                                                                          |
|     | RSA rakéta                             | Svájc           | 1946              | 1958    |                                                                          |
|     | RSD 58                                 | Svájc           | 1952              | 1958    |                                                                          |
|     | RSE Kriens (Missile)                   | Svájc           | 1958              | 1966    |                                                                          |
|     | Mowag Shark                            | /               | 1981              | 1983    | Francia Crotale rakétával, vagy Brit "wildcat" 2x30mm légvédelmi ágyúval |

### Kivont radarrendszerek

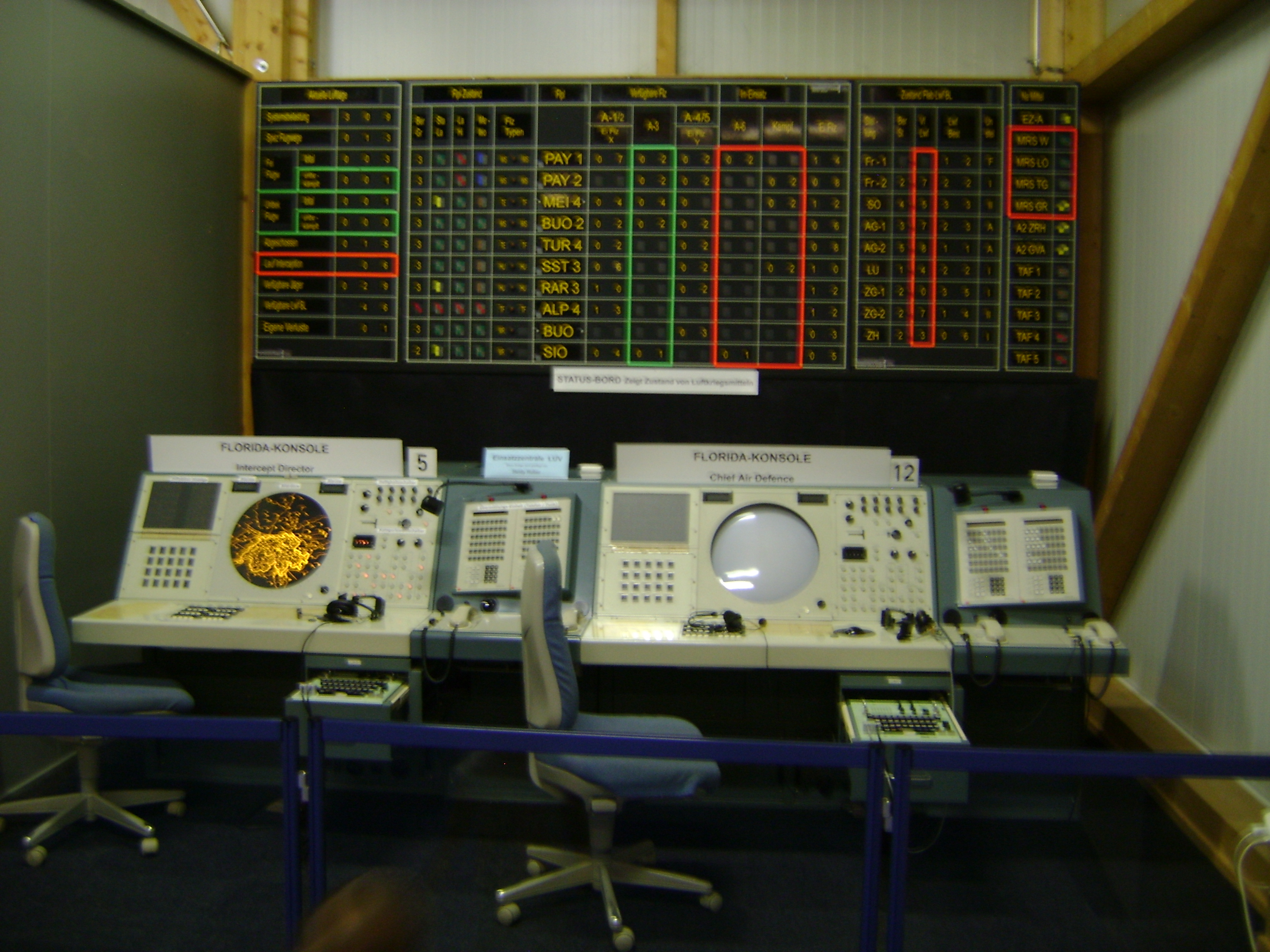
FLORIDA EZ a dübendorfi repülőmúzeumban

| Kép | Megnevezés                                        | Származási hely           | Szolgálatba állás | Kivonva | Megjegyzés |
| --- | ------------------------------------------------- | ------------------------- | ----------------- | ------- | ---------- |
|     | FLORIDA Airspace monitoring and management system | Amerikai Egyesült Államok | 1970              | 2003    |            |
|     | SRF Airspace monitoring and management system     | Franciaország             | 1955              | 1970    |            |
|     | LGR-1 Radar                                       | Amerikai Egyesült Államok | 1948              | 1955    |            |
|     | Target allocation radar TPS-1E                    | (licensed)                | 1958              | 1989    |            |
|     | Super Fledermaus                                  | Svájc                     | 1965              | 1977    |            |
|     | Fire control radar Mark VII                       | Egyesült Királyság        | 1958              | 1967    |            |

## Alakulatok
A Svájci Légierőnél a repülőgépeket általában nem sorozzák be tartósan egy adott századhoz, különösen a Milizia pilótáinál, akik csak évente néhány hetet töltenek szolgálatban. A repülőgépeket több század is használja, még az olyan rajparancsnoki gépeket is, mint például a 17. repülőszázad F/A-18C J-5017-es oldalszámú gépét. A régebbi repülőgépeket amit kivonnak az első-vonalból, gyakran átsorolják a támogató századokhoz, például a Hawker Hunter vadászbombázó esetében, amit a 12. légicélszázadba soroztak át, céltárgy vontató repülőgépnek.
| Állományjelző | Név                          | Státusz    | Támaszpont    | Alkalmazott típusok                                                                      | Története                                                                                       | Megjegyzés |
| ------------- | ---------------------------- | ---------- | ------------- | ---------------------------------------------------------------------------------------- | ----------------------------------------------------------------------------------------------- | --- |
| ,             | Fliegerstaffel 1 Rokh        | inaktív    | Dübendorf     | F–5E                                                                                     | Hawker Hunter, DH-100, C-3036,Fokker C.V, Häfeli DH-5                                           | Commander of the Patrouille Suisse was Member of FlSt1. The Patrouille Suisse was Created from parts of the FlSt1 |
|               | Fliegerstaffel 2             | inaktív    | Payerne       | F–5E                                                                                     | Hawker Hunter, DH-112 Venom, DH-100,AFB Ulrichen, Turtmann                                      | [ 29 ] |
|               | Fliegerstaffel 3             | inaktív    | Sion          | Mirage IIIRS                                                                             | Hawker Hunter, DH-112 Venom Recon vers, D-3800 ,C-3603,Dewoitine D.27                           | [ 30 ] |
|               | Fliegerstaffel 4             | inaktív    | Payerne       | Mirage IIIRS                                                                             | Hawker Hunter, DH-112 Venom, DH-100 AFB Turtmann, Sankt Stephan                                 | [ 31 ] |
|               | Fliegerstaffel 5 Lynx        | interaktiv | Interlaken    | Hawker Hunter                                                                            | DH-100, Häfeli DH-5                                                                             | Swiss Astronaut Claude Nicollier Pilot at this Sqd                                                                |
|               | Fliegerstaffel 6 Ducks       | aktív      | Payerne       | F-5E                                                                                     |                                                                                                 | [ 32 ] [ 33 ] |
|               | Fliegerstaffel 7             | inaktív    | Meiringen     | Hawker Hunter                                                                            | DH-112 Venom, DH-100,Bf 109 ,Fokker C.V, AFB Ambri, Interlaken                                  | [ 34 ] |
|               | Fliegerstaffel 8 Destructors | aktív      | Meiringen     | F-5E                                                                                     | AFB Buochs                                                                                      | [ 35 ] |
|               | Fliegerstaffel 9             | inaktív    |               | DH-112 Venom                                                                             | ,DH-100 Bf 109,D-3801 ,Dewoitine D.27,Fokker C.V                                                | [ 36 ] |
|               | Fliegerstaffel 10            | inaktív    | Buochs        | Mirage IIIRS                                                                             | DH-112 Venom recon, DH-100,C-3603,P-51 Mustang                                                  | all equipt with Photocameras                                                                                      |
|               | Fliegerstaffel 11 Tigers     | aktív      | Meiringen     | F/A-18                                                                                   | Dübendorf, F-5E, Hawker Hunter, DH-100 ,D-3801                                                  | Member of the NATO Tiger Association, F/A-18C J-5011 Sqad Aircraft with special paint                             |
|               | Zielflugstaffel 12           | aktív      | Emmen         | Pilatus PC-9/ F-5E                                                                       | Hawker Hunter, C-36                                                                             | [ 42 ] |
|               | Fliegerstaffel 13            | inaktív    | Payerne       | F-5E                                                                                     | DH-112 Venom, D-3800, Trurtmann AFB, Meiringen Ambri                                            | [ 43 ] |
|               | Fliegerstaffel 14            | aktív      | Locarno       | Pilatus PC-7                                                                             | DH-100, Pilatus P-3                                                                             | [ 44 ] |
|               | Fliegerstaffel 15            | inaktív    | Sankt Stephan | Hawker Hunter                                                                            | DH-112 Venom, DH-100, D-3801,Bf 109, Payerne                                                    | in the last year a Hunter got a "Papyrus" paint this AC is now private used                                       |
|               | Fliegerstaffel 16            | aktív      | Sion          | F–5F                                                                                     | Mirage IIIS, DH-112 Venom & DH-112 R1, DH-100, P-51 Mustang C-3603,C-36,Fokker C.V, Buochs      | |
|               | Fliegerstaffel 17 Falcons    | aktív      | Payerne       | F/A–18                                                                                   | Mirage IIIS, DH-112 Venom, D-3802, C-3603, Häfeli DH-5, Dewoitine D.27 AFB Buochs, Emmen, Raron | Sqd Aircraft F/A-18C J-5017 with "Falcons" Paint                                                                  |
|               | Fliegerstaffel 18 Panthers   | aktív      | Payerne       | F/A–18                                                                                   |                                                                                                 | Sqd Aircraft F/A-18C J-5018 with "Phanters" Paint                                                                 |
|               | Fliegerstaffel 19 Swans      | aktív      | Sion          | F–5E                                                                                     | Potez 25,D-3800 P-51 Mustang, DH-112 Venom, Hawker Hunter                                       | Sqd Aircraft F-5E J-3038 Swans paint                                                                              |
|               | Fliegerstaffel 20            | inaktív    | Mollis        | Hawker Hunter                                                                            | DH-112 Venom, DH-100, P-51 Mustang, D-3801                                                      | [ 51 ] |
|               | Fliegerstaffel 21            | inaktív    | Raron         | Hawker Hunter                                                                            | DH-112 Venom, DH-100, P-51 Mustang, Dewoitine D.27, Bf 109,AFB Buochs, Turtmann, Dübendorf      | [ 52 ] [ 53 ] |
|               | Fliegerstaffel 24            | aktív      | Emmen         | Pilatus PC–9 / F–5F                                                                      | Hawker Hunter oktató gép                                                                        | Sqd 22 and 23 don't exist                                                                                         |
|               | Lufttransportstaffel 1       | aktív      | Payerne       | AS 532UL, AS 332M-1, EC635                                                               | Alouette III                                                                                    | [ 54 ] |
|               | Lufttransportstaffel 2       | inaktív    | Dübendorf     | Alouette III                                                                             | Alouette II, Piper PA-18, AFB Triengen                                                          | [ 55 ] |
|               | Lufttransportstaffel 3       | aktív      |               | AS 532UL, AS 332M-1, EC635                                                               |                                                                                                 | [ 56 ] |
|               | Lufttransportstaffel 4       | aktív      | Dübendorf     | AS 532UL, AS 332M-1, EC635, Beechcraft 1900, DHC–6 Twin Otter, Beechcraft Super King Air |                                                                                                 | Superpuma T-316 with Squadronpainting                                                                             |
|               | Lufttransportstaffel 5       | aktív      | Dübendorf     | AS 532UL, AS 332M-1,EC635                                                                | Alouette III, Do–27                                                                             | |
|               | Lufttransportstaffel 6       | aktív      | Alpnach       | AS 532UL, AS 332M-1 EC635                                                                |                                                                                                 | [ 57 ] |
|               | Lufttransportstaffel 7       | aktív      | Emmen         | Pilatus PC–6                                                                             |                                                                                                 | [ 58 ] |
|               | Lufttransportstaffel 8       | aktív      | Alpnach       | AS 532UL, AS 332M-1 EC635                                                                | Alouette III                                                                                    | [www.lufttransportstaffel8.ch]                                                                                    |

## Egyéb repülőalakulatok
| Állományjelző | Név                                   | Státusz  | Támaszpont   | Alkalmazott típusok                                                                         | Története                                    | Megjegyzés                                                          |
| ------------- | ------------------------------------- | -------- | ------------ | ------------------------------------------------------------------------------------------- | -------------------------------------------- | ------------------------------------------------------------------- |
|               | Berufsfliegerkorps                    | active   | Dübendorf HQ | all AC types                                                                                |                                              | former UeG Überwachungsgeschwader                                   |
|               | Lufttransportdienst des Bundes        | active   | Bern         | Cessna Citation Excel, DHC–6, Beechcraft Super King Air, Beechcraft 1900, Falcon 900, EC635 | Learjet 35, Falcon 50, Eurocopter Dauphin    | [ 61 ]                                                              |
|               | Pilotenschule                         | active   | Emmen        | Pilatus PC-21                                                                               | F-5F, BAE Hawk, De Havilland Vampire DH-100T |                                                                     |
|               | Drohnengeschwader 7                   | active   | Emmen        | ADS-95                                                                                      |                                              |                                                                     |
|               | GRD Armasuisse                        | active   | Emmen        | PC–6 Turbo-Porter, Pilatus PC–12, Diamond DA42 Aurora Centauer                              | Hawker Hunter, Mirage IIIC, F-5E(J-3001)     | Flight test Service                                                 |
|               | Patrouille Suisse                     | active   | Emmen        | F–5E                                                                                        | Hawker Hunter AFB Dübendorf                  | Created from parts of the Fliegerstaffel 1                          |
|               | PC-7 Team                             | active   | Dübendorf    | Pilatus PC–7                                                                                |                                              | [ 63 ]                                                              |
|               | MHR Militär Helikopter Rettungsdienst | Inactive |              |                                                                                             | Alouette III                                 | SAR, Today made by the civil Rega                                   |
|               | ADDC                                  | active   | Dübendorf    |                                                                                             |                                              | Air Force HQ, Air Operations Centre, Air Defence& Directions Center |
|               | Parachute Reconnaissance Company 17   | active   | Locarno      | MT-1                                                                                        |                                              | Para reccon                                                         |

## Galéria

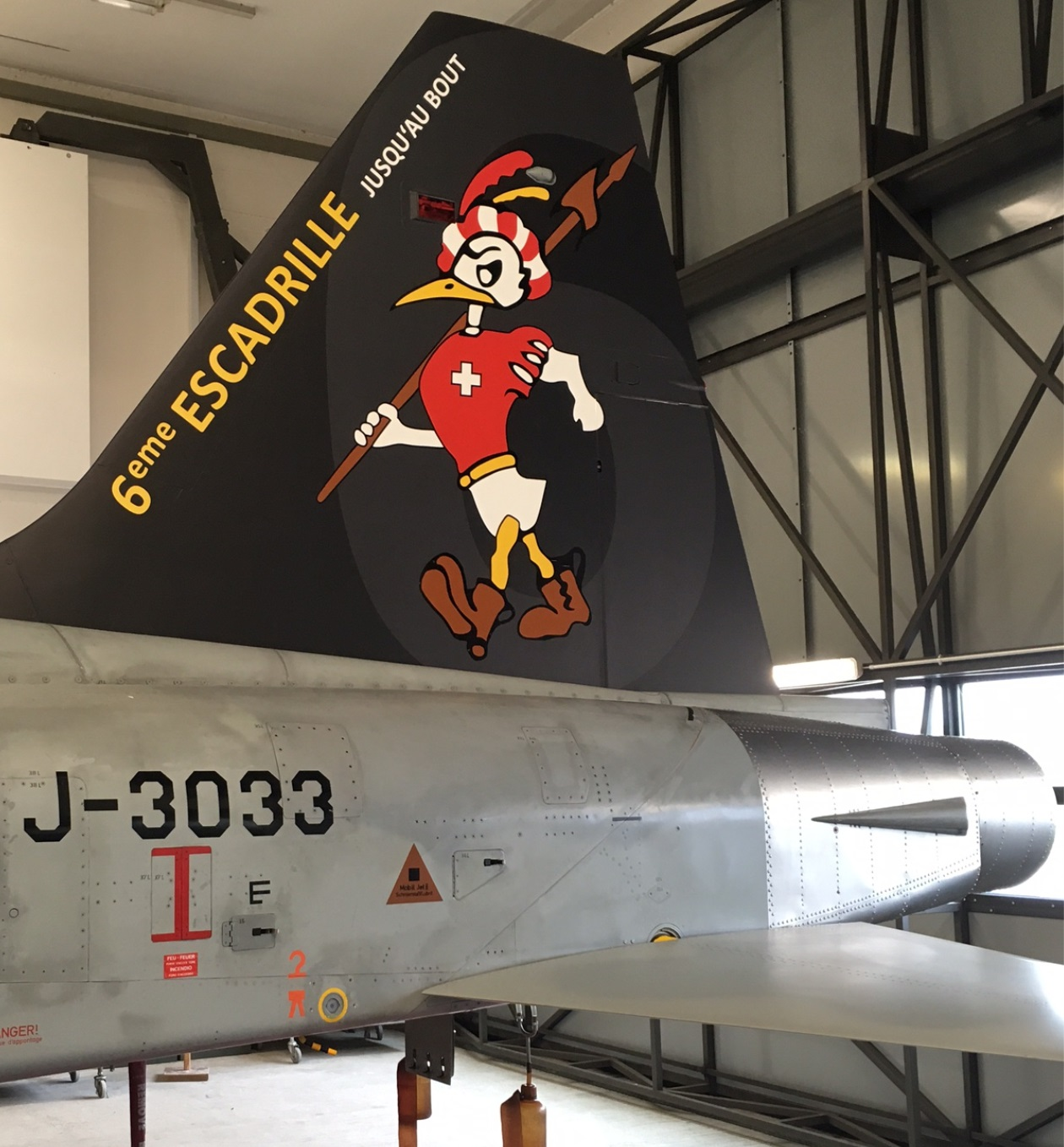
Tail of F-5E J-3033 FlSt6
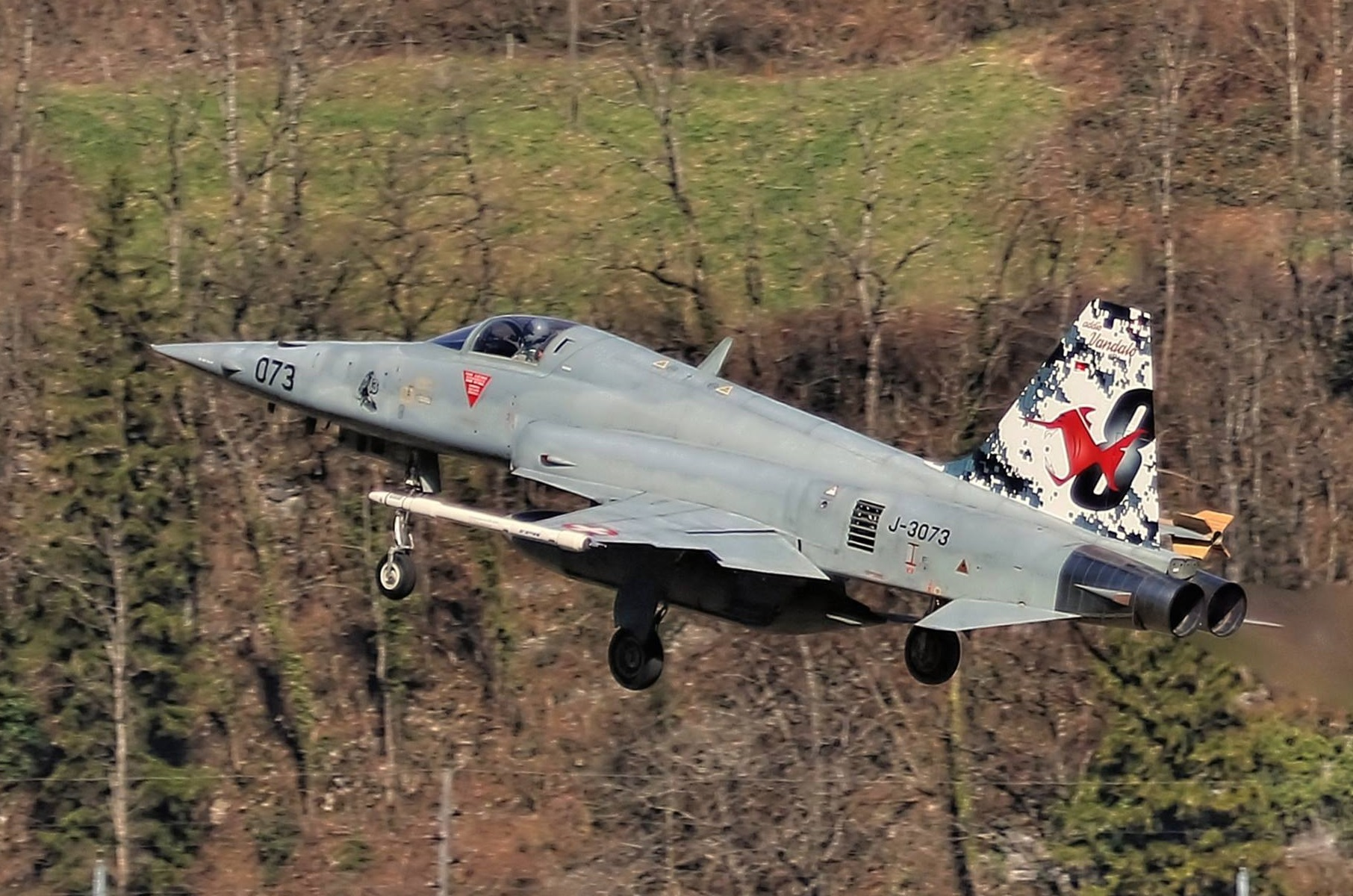
F-5E J-3073 Vandalos FlSt8
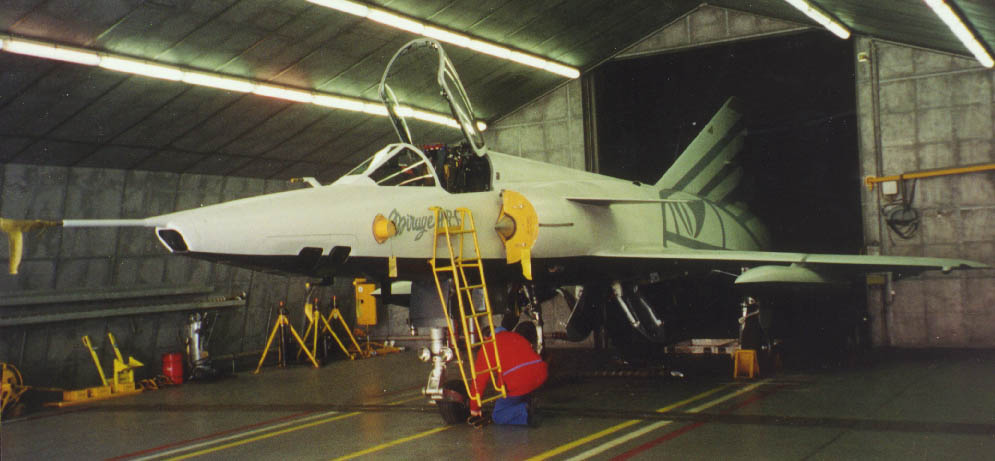
MirageIIIRS FlSt10
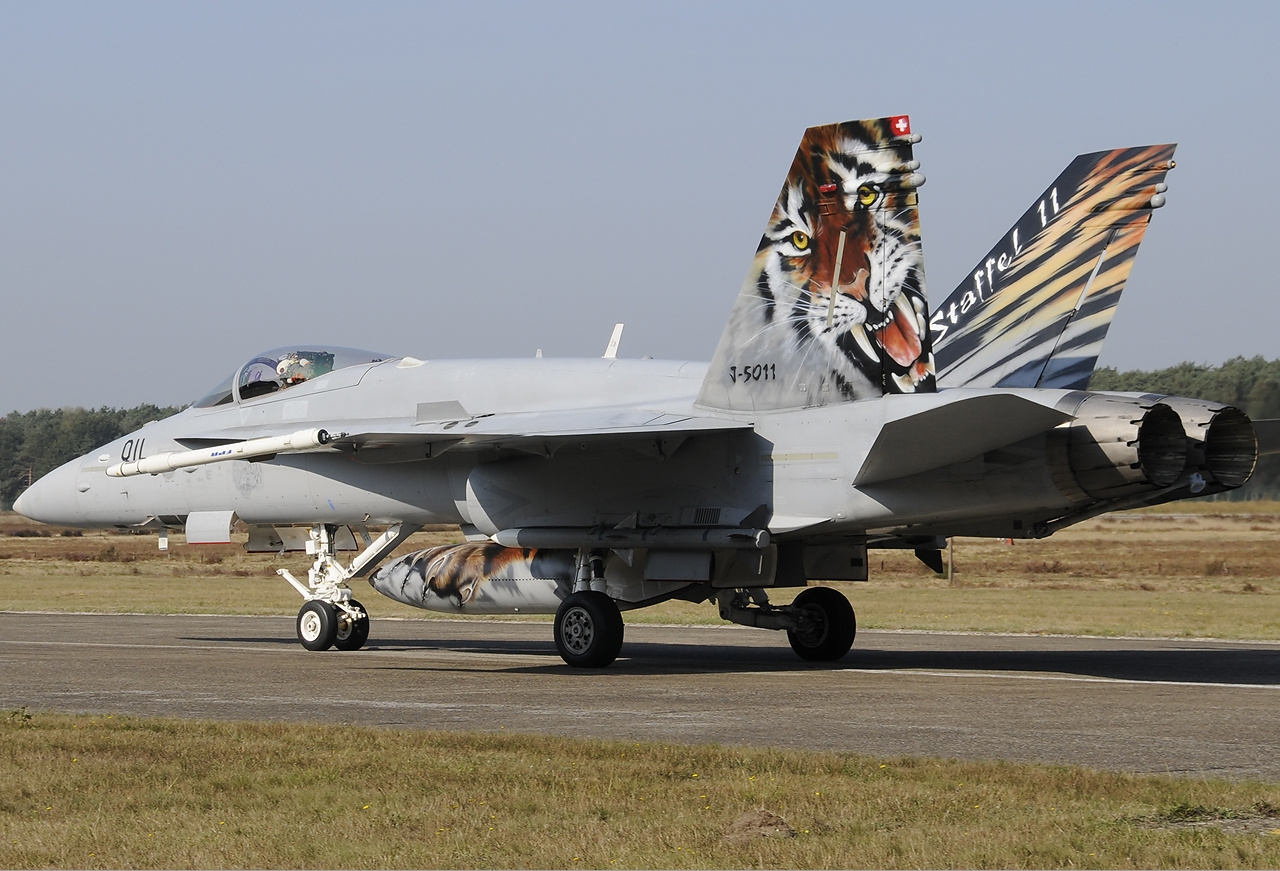
F/A-18C J-5011 Tigers FlSt11
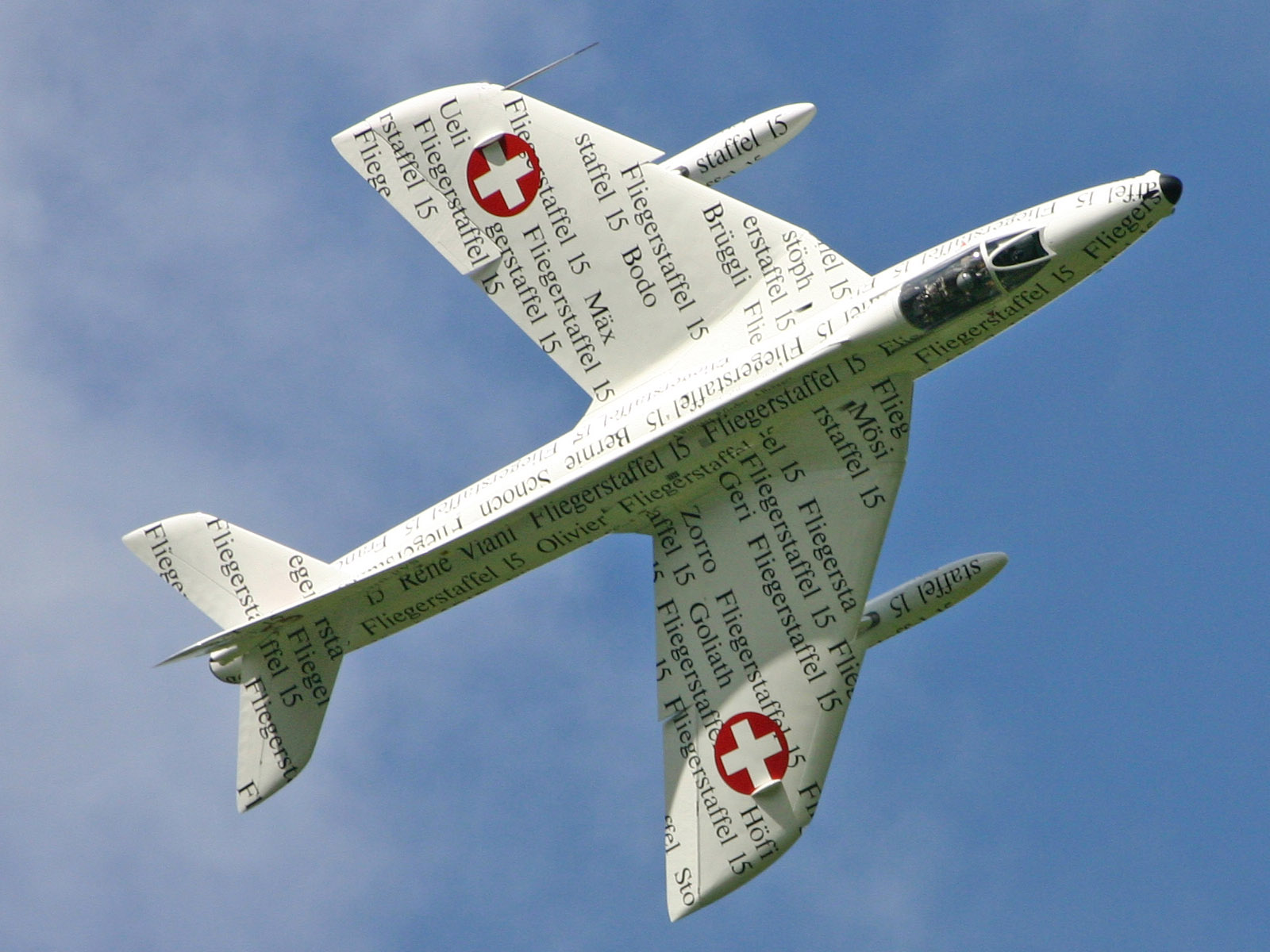
Paper Hunter FlSt15
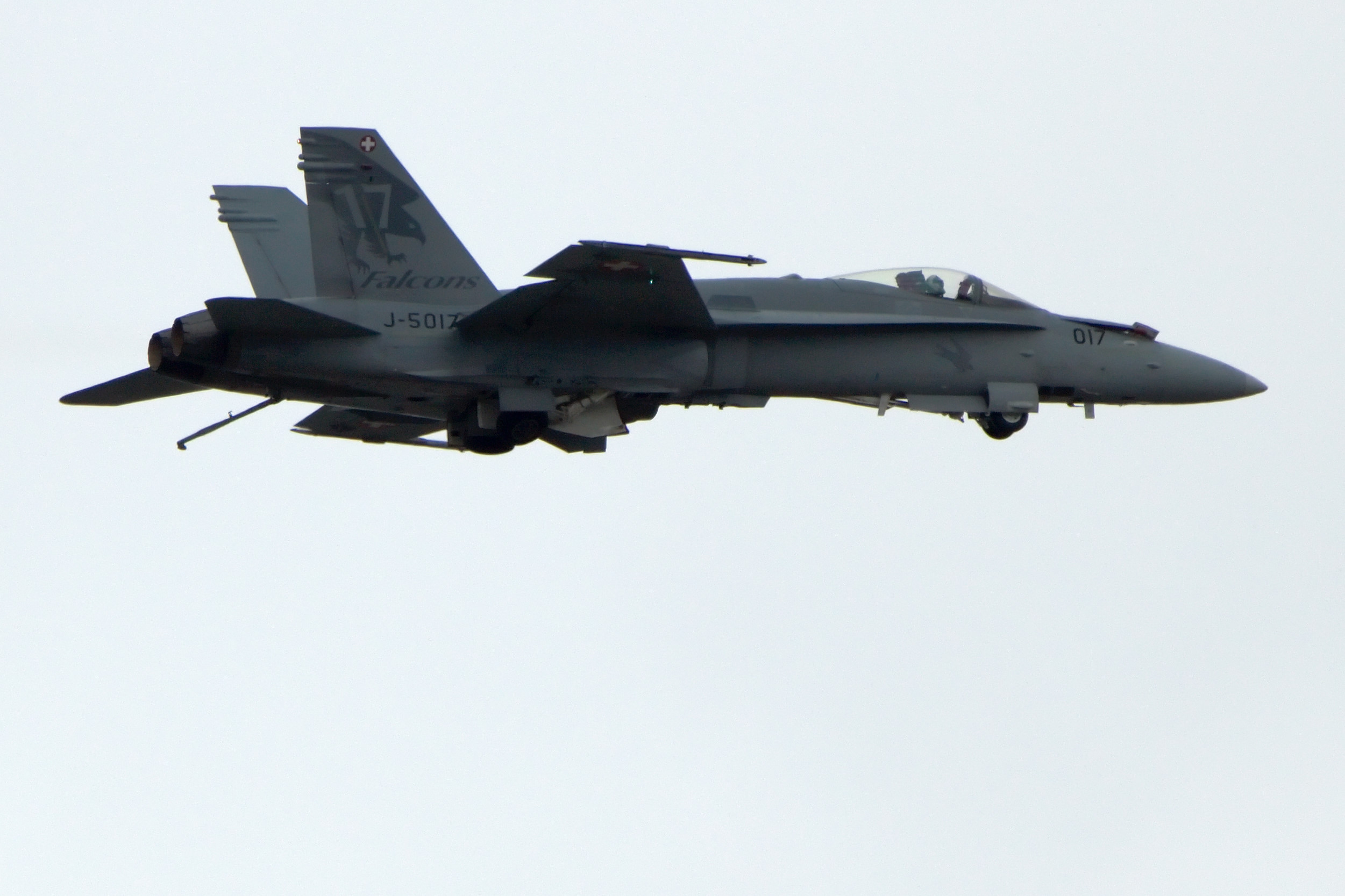
F/A-18C J-5017 Falcons FlSt17
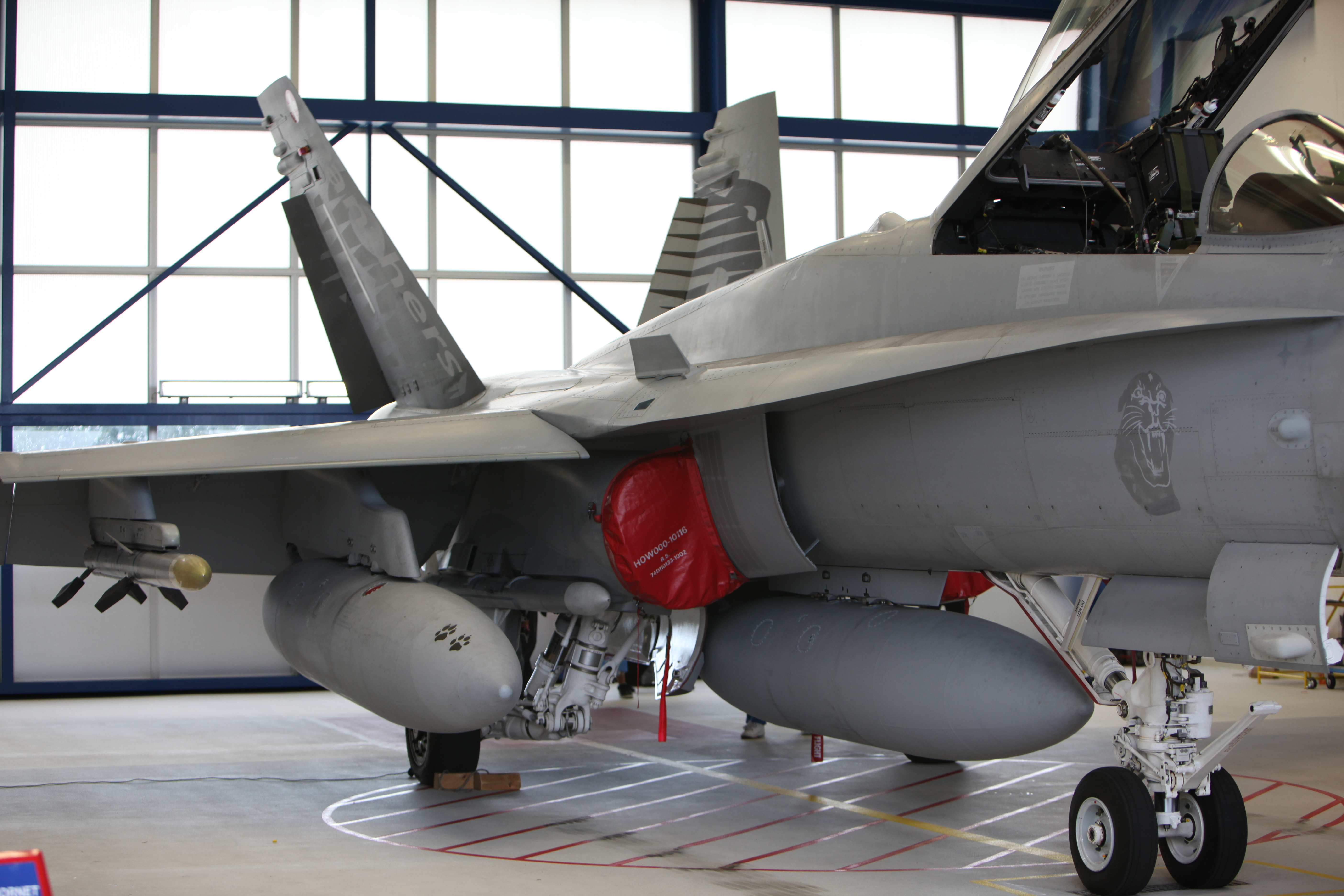
F/A-18C J-5018 Panthers FlSt 18
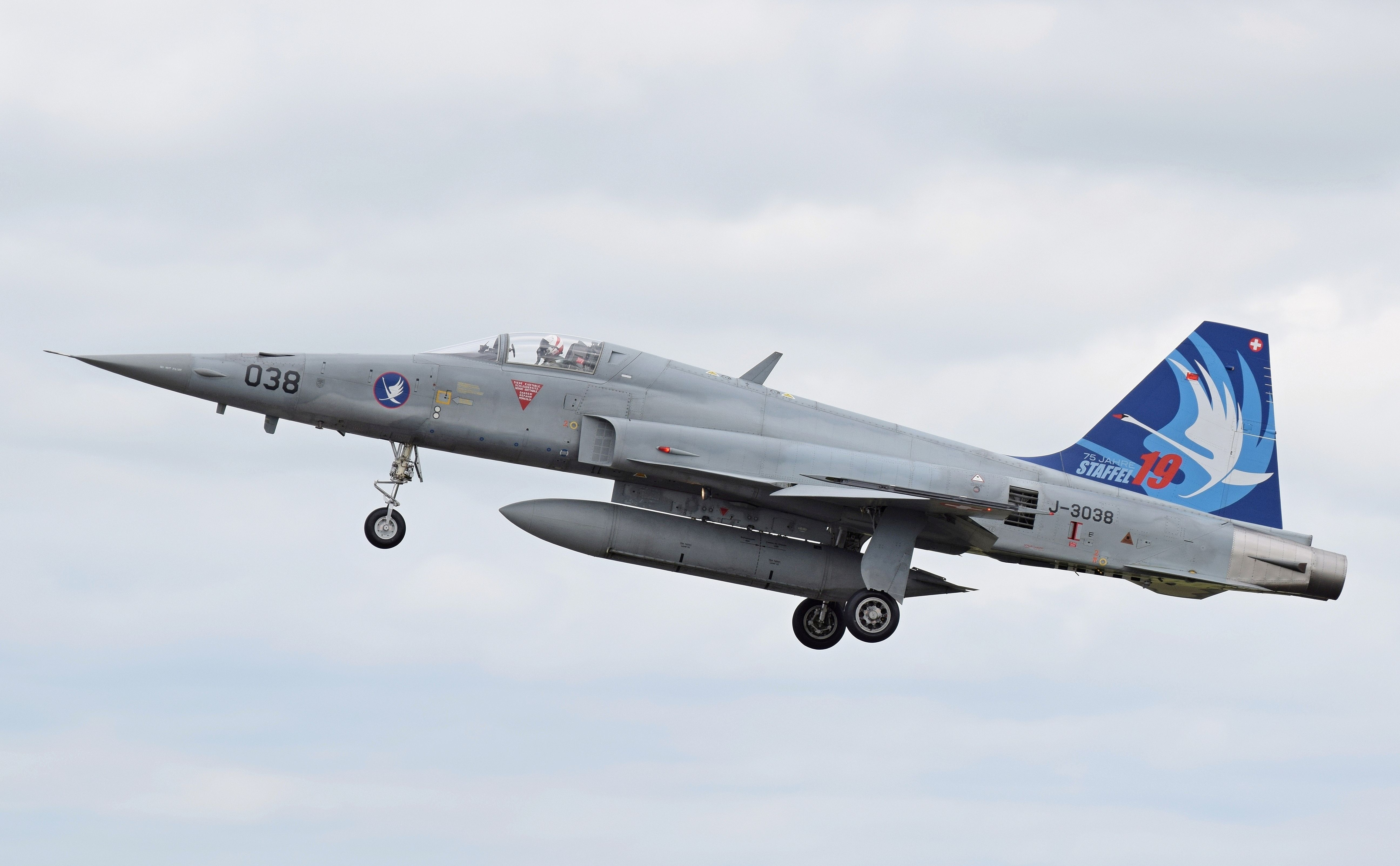
F-5E Swans FlSt19
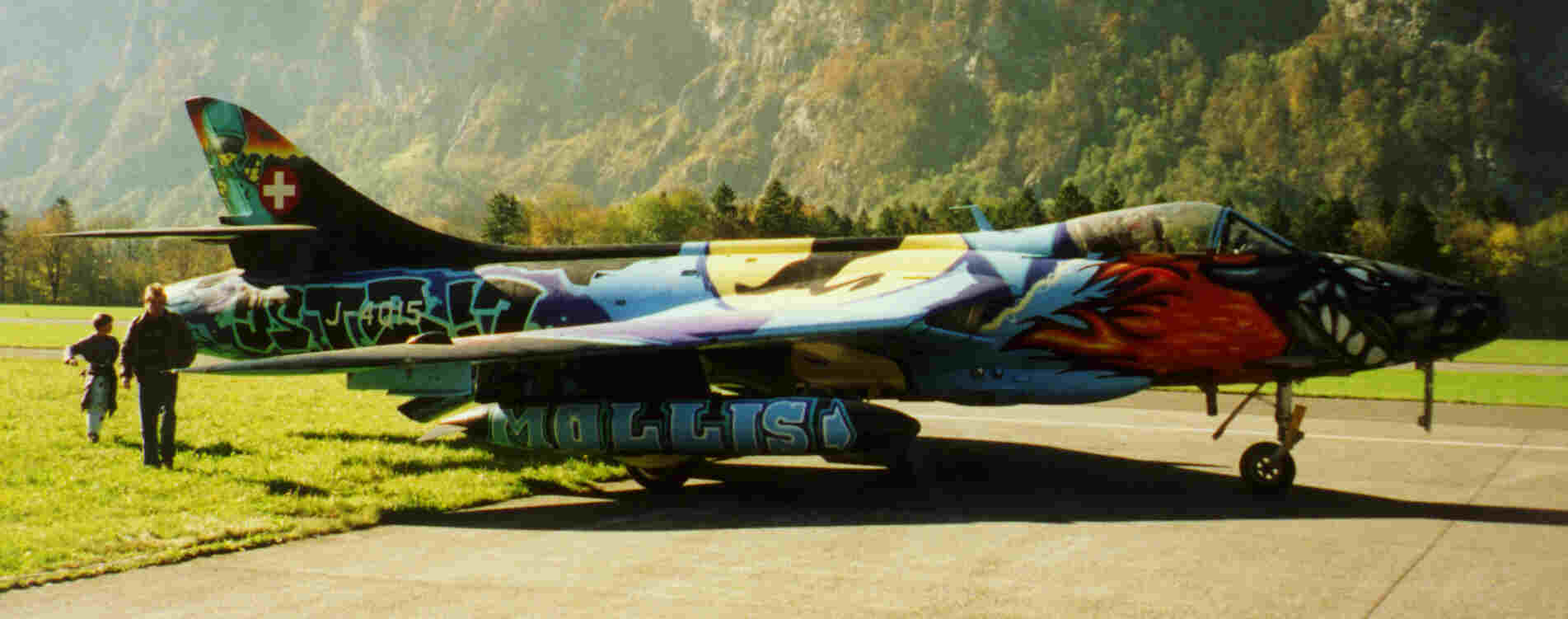
Bison Hunter FlSt20
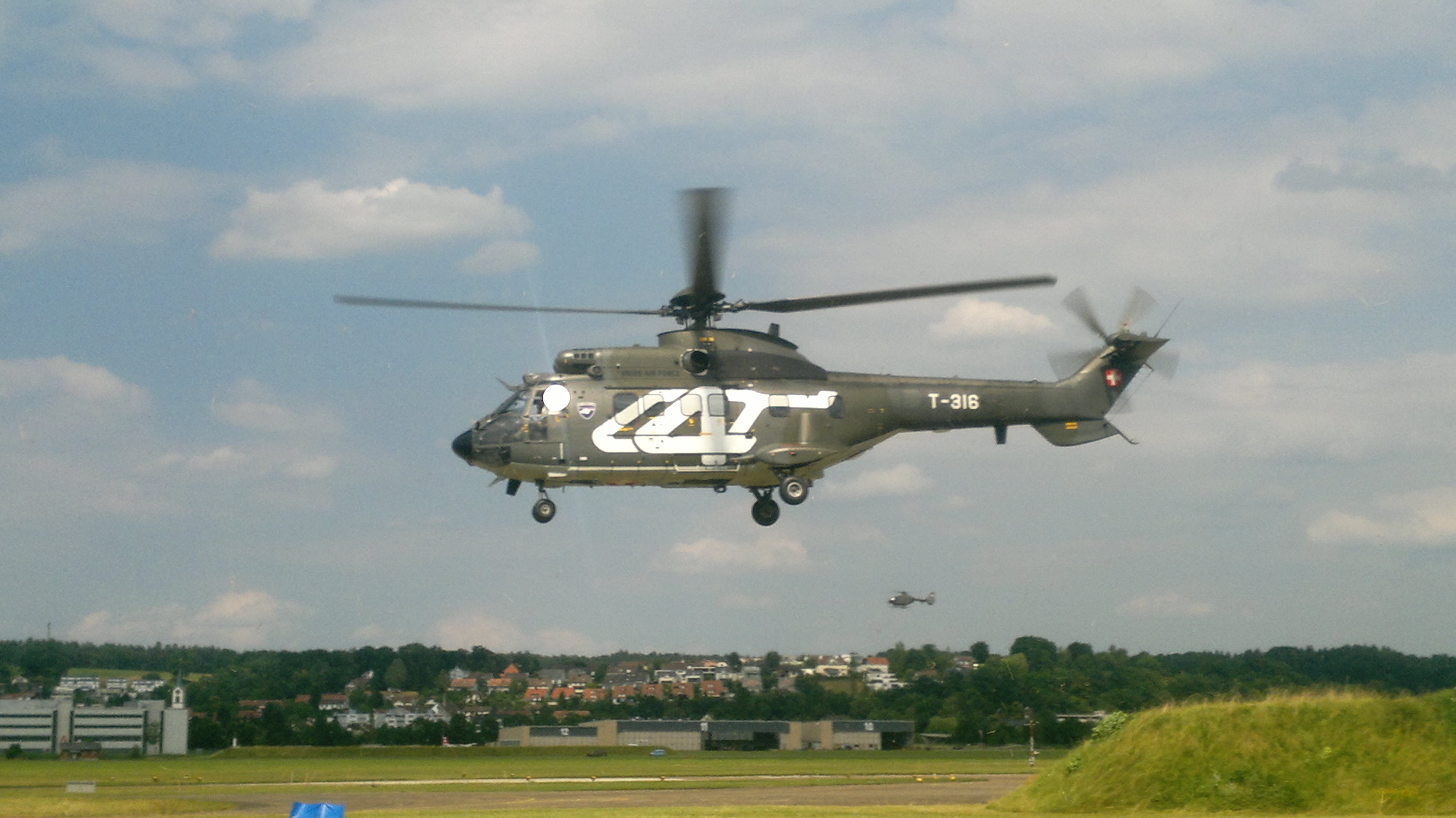
Superpuma T-316 LT4